# يوسف (خزر)

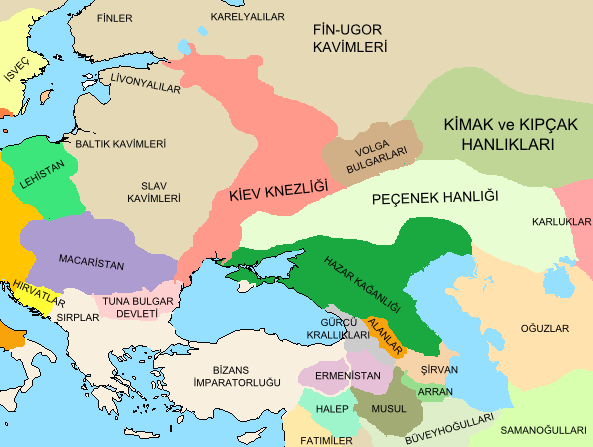
إمبراطورية الخزر هي الخضراء في عهد يوسف

يوسف أو يوسف بن هارون، وهو حاكم إمبراطورية الخزر من عام 940م إلى 960م. وهو ابن هارون الثاني الذي حارب البيزنطين على عدة جبهات وهزم. وتوجد احتمالية كبيرة بإن زوجته كانت بنت ملك الأنيين. وهو أخر حاكم بقى في كرسي الحكم من سلالة بولان.
لم يصل إلينا حتى يومنا هذا أي أثرٍ مكتوب بلغة الخزر، ولهذا السبب لا يوجد أي معلومات موثوقة حول لغة الخزر. ولو يبقى من الخزر حتى يومنا هذا غير وثيقتين مكتوبتين باللغة العبرية. إحدى هاتين الوثيقتين مكتوبة من قبل الكغان (الحاكم) يوسف في عام 960 إلى وزير الدولة الأموية في الأندلس عبد الرحمن الثالث وكان وزيره يهوديًا. كما وجد جزء مكتوب في نفس عهد هذا الكغان (الحاكم) من قبل يهودي مجهول الاسم في مصر.